# Жінки в збройних силах

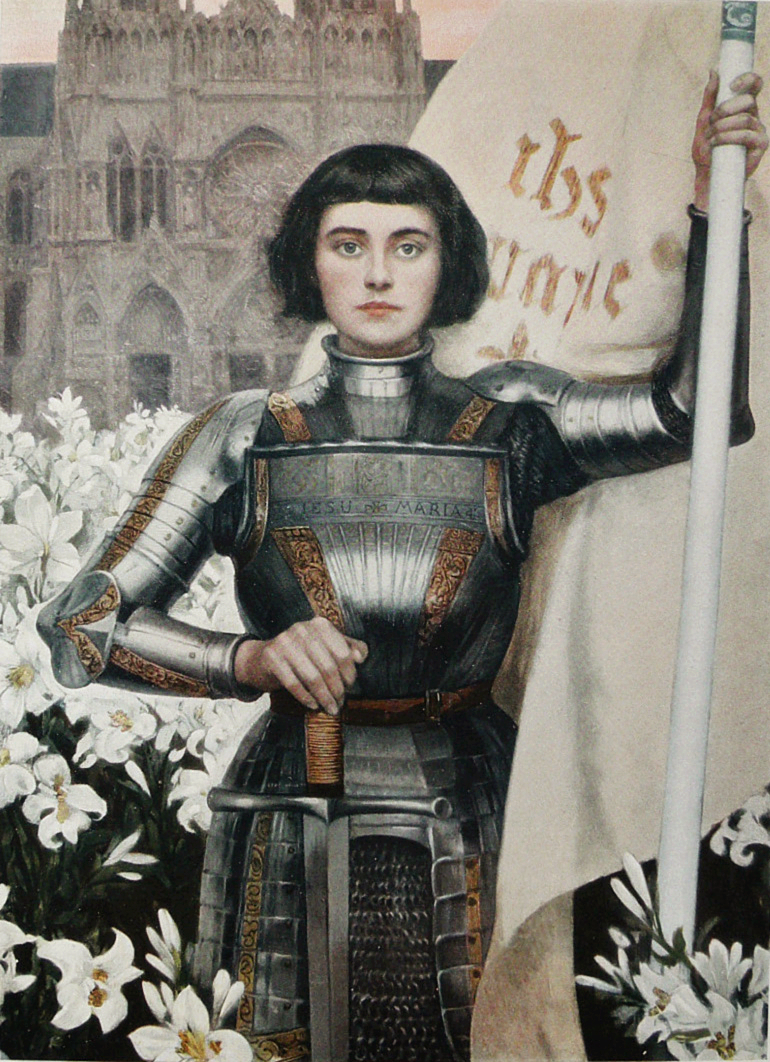
Жанна д'Арк 17-річною зняла облогу Орлеана за 9 днів та переламала хід Столітньої війни у 1429 р.

Жінки несли службу в армії у різних ролях та юрисдикціях протягом всієї історії людства. З розширенням прав жінок їх кількість у збройних силах країн світу зростає, а доступ до військових посад легалізується. Для служби у війську доброволиці вимушені були вдавалися до кросдресингу, стригли волосся та брали чоловічі псевдоніми (через що важко історично оцінити їх реальну кількість). Викритих доброволиць (найчастіше через госпіталізацію з травмами) карали звільненням з війська та висилкою додому, подекуди з нагородами.
Кількість і розмаїття посад розширились для жінок Заходу після 1914 року. У 1970 роках більшість західних армій почали відкривати жінкам доступ до служби у всіх військових галузях. У 2006 році вісім країн призивали жінок на військову службу: Китай, Еритрея, Ізраїль, Лівія, Малайзія, Північна Корея, Перу і Тайвань. У 2013 році Норвегія першою в НАТО призвала жінок (і першою в світі на тих же формальних умовах, що й чоловіків). У 2017 році аналогічні умови створила Швеція, а в 2018 році Нідерланди (хоча в Нідерландах активний призов у мирний час відсутній). Законодавство інших країн дозволяє призов жінок до збройних сил з відмінностями (заборонені посади, обмеження строку служби тощо). Нігерійська армія в 2021 році направила 300 солдаток для охорони швидкісного шляху Кадуна-Абуджа.
Частка військовослужбовиць в арміях світу варіює. Це біля 3 % в Індії, 10 % у Великій Британії, 15 % у Франції,13 % у Швеції, 16 % у США, 15,3 % у Канаді, і 27 % в Південній Африці[уточнити].
Кількість військовичок прогнозовано зростає, хоча багато держав, що вербують жінок у збройні сили, продовжують обмежувати доступ жінок до наземних бойових ролей (які вимагатимуть їх вбивства в ближньому бою). Ця практика зберігає чоловіче панування у військах і зберігає в арміях характерну жорстоку маскулінність. Внаслідок цього військовички продовжують бути беззбройними, а головною причиною ПТСР жінок у збройних силах лишається військова сексуальна травма, MST (тоді як чоловічий досвід ПТСР випливає з бойових травм).

## Участь жінок у війнах

### Перша світова війна

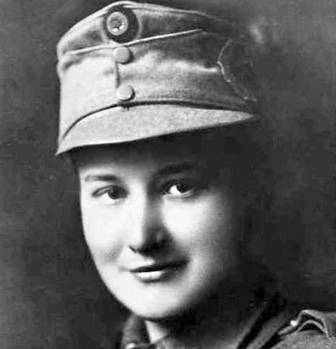
Олена Степанів — перша у світі жінка, офіційно зарахована на військову службу у офіцерському званні; четарка Української Галицької Армії

Під час Першої світової народ США боровся спільно: кожна людина мала допомагати у війні (загальної участі у військових діях це не означало). Жінки приєдналися до таких організацій, як Комітет з питань публічної інформації, що навчав людей про війну і додатково просував громадянство. Окрім роботи в освітніх комітетах, жінки працювали на різних посадах. Багато американок стали членкинями YWCA та їхали за кордон допомагати солдатам. Вперше в історії жінки всіх соціальних класів разом працювали на перемогу: жінки вищого класу заснували багато добровільних військових організацій, жінки середнього та нижчого класів працювали в них медсестрами або на посадах, раніше займаних чоловіками.
Росія в значній кількості розмістила жіночі бойові війська. Спочатку новобранок набирали на службу приховано або мовчки приймали їх підрозділами. Контингентом фронтової легкої кінноти в козацькому полку командувала полковниця Олександра Кудашева. Марія Бочкарьова була тричі нагороджена та підвищена до старшої офіцерки НКО. Нью-Йорк таймс писав про групу з 12 московських школярок, перевдягнутих юнаками, що були зараховані разом. У 1917 році Тимчасовий уряд підняв ряд «жіночих батальйонів», Бочкарьова віддала офіцерську комісію в командування. У російській громадянській війні вони воювали як за більшовиків (піхоту), так і для білогвардійців.
У Сербії кілька жінок грали ключові військові ролі. Сержантка Софія Йованович, одна з перших доброволиць збройних сил, пройшла обидві Балканські війни та Першу світову з 13 орденами і медалями. Шотландська лікарка Елсі Інгліс координувала відступ біля 8000 сербських військ через Румунію та революційну Росію, аж до Скандинавії і на транспортних суднах до Англії. Мілунка Савич вступила до сербської армії замість брата і воювала протягом усієї війни, ставши, можливо, найбільш нагородженою жінкою у військовій історії.
У 1918 році Лоретта Волш стала першою жінкою, яка записалася на посаду. Закон 1948 року зробив жінок постійною частиною військової служби. У 1976 році першу групу жінок прийнято до американської військової академії. Приблизно 16 % класу Вест Пойнт 2013 року складали жінки. У Громадянській війні у Фінляндії 1918 року в жіночій Червоній гвардії воювало понад 2000 жінок.
Під час громадянської війни в Іспанії тисячі жінок воювали в боях змішаної статі та охорони, або в складі ополчення.

### Друга світова війна
Усі основні країни-учасниці Другої світової включали жінок. Більшість були доглядачками та діловодками або виконували допоміжні роботи. Понад 500 000 жінок мали бойові ролі у зенітних частинах Британії та Німеччини, а також в прифронтових частинах СРСР.

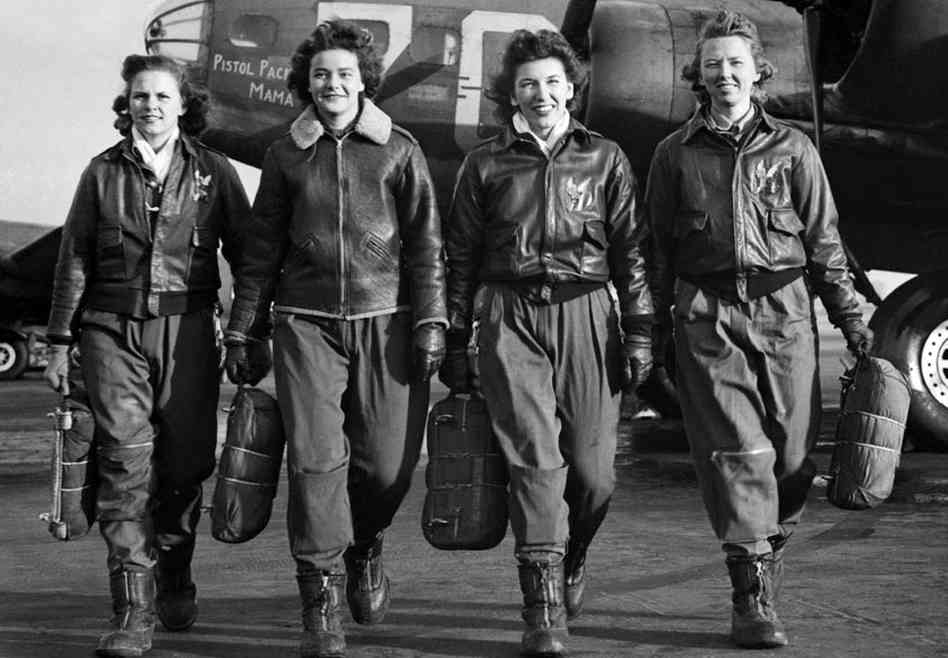
Жінки повітряного корпусу США у Другій світовій: Френсіс Грін, Маргірет Кірхнер, Енн Волднер і Бланш Осборн

- У 1942 році Індійська національна армія (Азаад Хінд Фауж) створила перший в Індії жіночий полк для боротьби за незалежність Індії під керівництвом Субаша Чандра Бозе за сприяння японців. За оцінками, в полку служили понад 1000 жінок.
- У 1938 році Велика Британія ініціювала створенні уніфікованих служб для жінок (невеликі підрозділи медсестер вже давно працювали). Наприкінці 1941 року Британія почала призов жінок: більшість на фабрики, а частину у військо, особливо в Допоміжну територіальну службу (ДВС), приєднану до армії. ДВС утворилася як допоміжний жіночий загін у 1938 році. У 1941 вона отримала військовий статус, хоча жінки отримували лише дві третини чоловічої зарплатні. Жінки виконували широко розголошену роботу з зенітними гарматами проти німецьких літаків та ракет V-1. Дочка Вінстона Черчилля була на такій позиції. До серпня 1941 року  жінки керували приладами протипожежного контролю; хоча їм ніколи не дозволяли натиснути на курок, оскільки вбивство противника вважалося "занадто чоловічим". До 1943 року 56 тисяч жінок перебували в зенітному командуванні, здебільшого в підрозділах, близьких до Лондона. Перша смерть жінки в зенітному командуванні сталася в квітні 1942 року.
- Третій Рейх мав подібні ролі для жінок. SS-Helferinnen розглядалися як частина СС, якщо проходили навчання в СС Reichsschule. Усі інші працівниці укладали контракт з СС та обиралися значною мірою з концтаборів. Жінки служили в допоміжних підрозділах у військово-морському флоті (Kriegshelferinnen), ВПС (Luftnachrichtenhelferinnen) та армії (Nachrichtenhelferin).[14][15] Другою з жінок отримала Залізний хрест медсестра Ельфріде Внук. У 1944-45 роках біля 500 000 жінок були доброволицями уніформованих допоміжних сил Вермахту. Приблизно стільки ж в цивільній протиповітряній обороні, 400 000 добровільно зайняли посади медсестер, а також замінили військовозобов'язаних в економіку війни. У люфтваффе вони виконували бойові ролі, допомагаючи керувати зенітними системами для збиття бомбардувальників союзників. До 1945 року німкені складали 85 % священнослужительок, бухгалтерок, перекладачок, лабораторних та адміністративних працівниць, а також половину канцеляристок та молодших адміністративних посад у польових штабах високого рівня. Німецька медсестринська служба складалася з чотирьох основних організацій: одна для католичок, одна для протестанток, світська ДРК (Червоний Хрест) та нацистські «Коричневі медсестри». Військовим доглядом в основному займалася ДРК, що потрапила під частковий нацистський контроль. Медсестри Червоного Хреста широко задіювались у військових медичних службах, укомплектовуючи лікарні поблизу лінії фронту. Два десятки нагороджені Залізним хрестом за героїзм під обстрілами. Сотні жінок (Aufseherin) служили в СС в таборах, більшість з яких були в Равенсбрюку. У Німеччині жінки працювали, і понад те Гітлер закликав народжувати більше арійських дітей для боротьби у майбутніх війнах.
- Під час Другої світової багато японських американок втратили роботу вислані до таборів переселення. Японські іммігранти та японці-американці зіткнулися з дискримінацією. Багато американців називали це «жовтою небезпекою», а японців «джапами». У 1913 році Каліфорнія прийняла закон про іноземців та землю, який забороняв «іноземцям, які не мають права на громадянство», володіти землею для вирощування сільськогосподарських культур. Попри дискримінацію, багато японських американок зголосилися проходити службу в Жіночому допоміжному армійському корпусі. Сексизм разом із расизмом був тим, з чим вони стикалися, приєднавшись до WAAC (жіночий армійський корпус). Навіть справляючись з дискримінацією, японські американки змогли значною мірою допомогти США. У Службі військової розвідки багато жінок працювали на посадах перекладачок та допитувачок. У 1948 році жіночий армійський корпус був постійно створений і залишався до 1978 року, коли жінки отримали допуск до армії.
- Жіноча допоміжна служба Італії (Servizio Ausiliario Femminile, SAF) була добровільним жіночим корпусом збройних сил Італійської Соціальної Республіки у Другій світовій. Командував бриг. генерал П'єра Гаттескі Фонделлі.
- Югославський рух за національне визволення мав 6 000 000 цивільних прихильників. Два мільйони жінок утворили Антифашистський жіночий фронт (AFŽ), де революціонерки співіснували з традиціоналістками. AFŽ керував школами, лікарнями та органами місцевого самоврядування. Близько 100 000 жінок служили з 600 000 чоловіками в Югославській національно-визвольній армії Тіто. Він підкреслив свою відданість правам жінок та гендерній рівності та використав образи фольклорних героїнь для залучення та легітимізації бійчинь. Після війни, хоча жінки були відтиснуті до традиційних гендерних ролей, історики Югославії наголошували на ролях жінок у опорі. Після розпаду Югославії у 90-х внесок жінок у опір був забутий.
- Добровільна жіноча організація «Лотта Сверд» (Lotta Svärd) зробила вагомий внесок у зусилля фінської армії під час Зимової війни. Понад 80 тис. жінок працювали на війні у сфері постачання, зв'язку, медичної допомоги та авіаспостереження.

### В'єтнамська війна
Хоча офіційних даних про ветеранок В'єтнаму мало, за оцінками фонду В'єтнамського меморіалу у В'єтнамі під час конфлікту було розміщено біля 11 000 військовичок США (майже всі доброволиці). 90% виконували роботу медсестер, а також працювали лікарками, диспетчерками повітряного руху, офіцерками розвідки, діловодками та на інших посадах у Корпусі жіночої армії США, ВМС США, ВПС, морської піхоти та армії. Окрім жінок у збройних силах, невідома кількість цивільних жінок служила у В'єтнамі від імені Червоного Хреста, Організації Об'єднаних Служб (USO), Католицьких Служб Допомоги та інших гуманітарних організацій або як іноземні кореспондентки для різних новинних організацій. Інші американки їздили до В'єтнаму як закордонні кореспондентки новинних організацій. Письменниця Джорджетта «Дікі» Чаппелле загинула від міни у 1965. За даними Фонду пам'яті жінок у В'єтнамі, під час конфлікту загинули 59 цивільних жінок.

### Еритрейсько-ефіопська війна
У 1999 році BBC повідомляло, що приблизно чверть еритрейських солдатів в ефіопсько-еритрейській війні складали жінки.

### Війна в Перській затоці
У 1990 - 1991 роках під час операцій війни в Перській затоці «Пустельний щит» та «Пустельна буря» було розміщено близько 40 000 американських військовичок; проте жодна жінка не брала участь у бою. Політика, прийнята в 1994 році, забороняла призначати жінок у наземні бойові частини нижче рівня бригади.

### Російсько-українські війни
Жінки активно брали участь в українському визвольному русі. Княгиня Ольга ходила походами на деревлян. Жінки були зв'язковими Української повстанської армії. Див. Категорія:Жінки в УПА.

## Жінки у арміях світу
Ряд країн офіційно дозволяє солдаткам служити на певних бойових озброєннях. Інші виключають їх з різних причин, як-от фізичні вимоги та політики конфіденційності. Серед країн НАТО у середині 1970-х років жінки мали змогу здобути військовий статус у таких країнах: Бельгія, Канада, Данія, Франція, Німеччина, Греція, Нідерланди, Норвегія, Португалія, Туреччина, Велика Британія та США. Країни без призову, зокрема США, Велика Британія та Канада, досягли найвищих рівнів військової присутности жінок. Канада особливо прогресивна у ранньому впровадженні гендерної рівності. Зростання потреб рівності наряду з занепадом працездатних чоловіків, готових вступити на службу, спонукали світову спільноту реформувати політики залучення жінок до військ. З відкриттям служби підводних човнів у 2000 роках жінки отримали доступ до безкоштовного зарахування на будь-яку військову службу.
| Країна  | Добровільна служба | Призов жінок                                     | Представленість в армії | Особливості |
| ------- | ------------------ | ------------------------------------------------ | ----------------------- | ----------- |
| Україна | Дозволена          | За списком професій, оголошений у 2021[джерело?] | Понад 57 тис.[коли?]    |             |

### Жінки в Збройних силах України

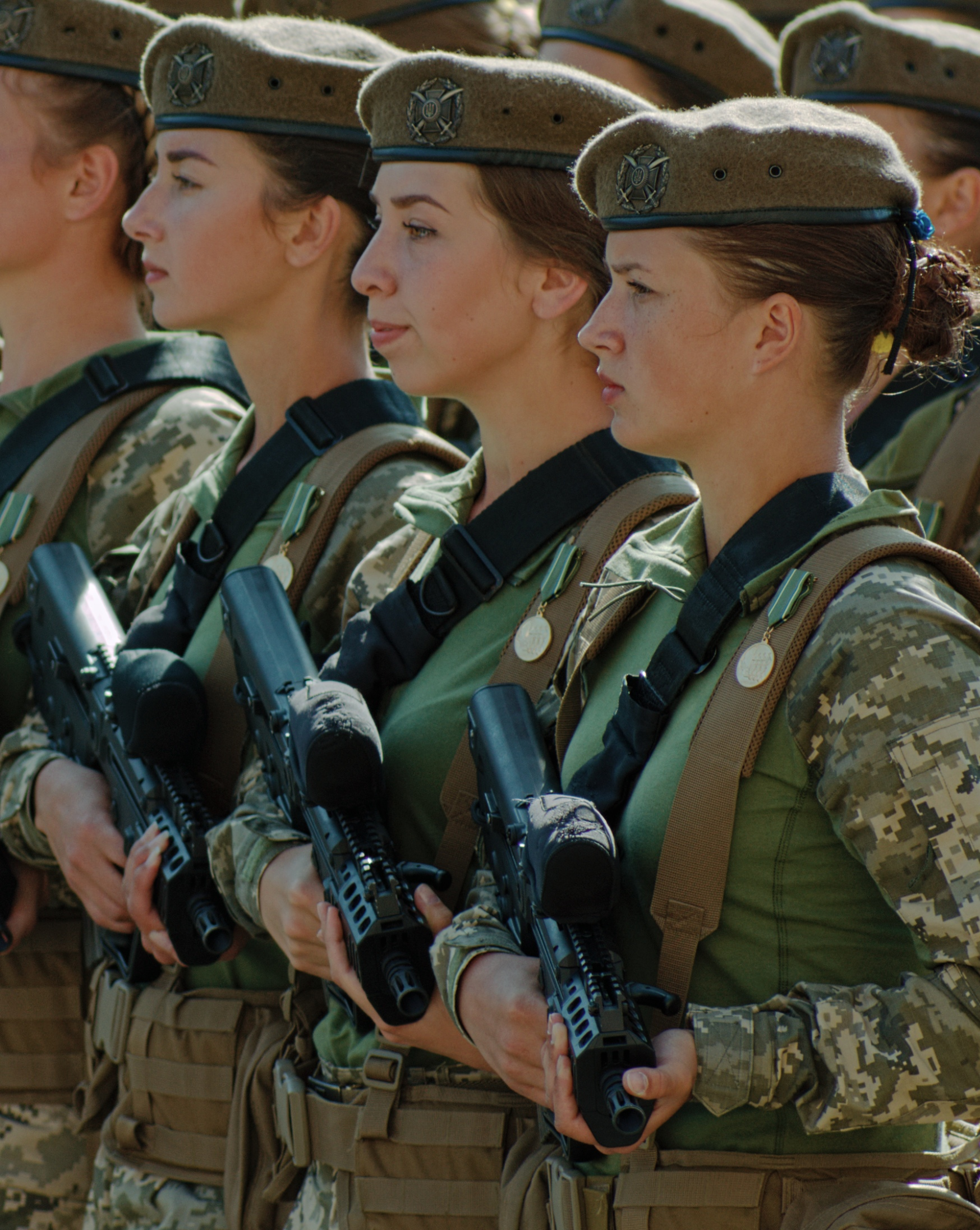
Військовий парад на честь Дня Незалежності України, 2018

Станом на вересень 2024 року в українському війську 68 тис. військовослужбовиць, з яких 48 тис. є військовослужбовицями, а 5 тис. – несуть службу в зоні бойових дій, заявила державна секретарка Міноборони Людмила Дараган. За даними Головного управління персоналу Генштабу ЗСУ з них 3,5 тис. — старші офіцерки. Для порівняння, торік у війську проходило службу 24897 жінок, у 2017 році — понад 23 тисячі, а у 2008 році всього 1800.
У 2021 році Тетяна Остащенко призначена Командувачкою Медичних сил ЗСУ, першою з жінок очоливши одне з Командувань у Збройних силах України.

### Ізраїль
Ізраїль — країна з загальним призовом. Обов'язковий призов на службу жінок без дітей незалежно від шлюбного статусу почався у 1948 році.
Спочатку призовниці служили в жіночому армійському корпусі діловими службовицями, водійками, працівницями соціальної допомоги, медсестрами, радіооператорками, диспетчерками польотів, санітарними службовицями та інструкторками. Посади поза технічною та секретарською підтримкою почали відкриватися для жінок між 1970-ми і 1980-ми роками.
У 2000 році Поправка до рівності до закону про військову службу дала рівні можливості у війську жінкам, визнаним фізично та особисто придатними до роботи. Жінки почали входити до бойової підтримки та на легкі бойові ролі в кількох районах, включаючи артилерійський корпус, піхотні частини та бронетанкові дивізії. Кілька змішаних взводів Каракал були сформовані у легкій піхоті. Багато жінок приєдналися до прикордонної поліції.
Незважаючи на ці зміни, менше 4% службовиць знаходяться на бойових позиціях, таких як піхота, екіпаж танків чи інших бронемашин, служба артилерійських гармат, льотчиці-винищувачки тощо. Більшість зосереджена у бойовій підтримці.

### Швеція
Ряд переодягнених солдаток нагороджені за хоробрість у бою після служби у шведській армії у війнах 1788—1790 роках та у фінській війні 1808—1809 роках. Бріта Гагберг була переодягненою солдаткою морської піхоти у російсько-шведській війні (1788—1790), удостоєна пенсії, медалі за хоробрість і похована з почестями. Покоївка з Фернебо в Вестманланді, Анна Марія Енгстен, на тій же війні в 1790 відмовилась евакуюватися з корабля, на якому подорожувала, і самостійно спрямувала його назад до Швеції вночі під російським вогнем, за що Густав III призначив їй пенсію і нагородив медаллю För tapperhet till sjöss за хоробрість. Еліза Бернерстрьом отримала медаль за відвагу в бою на суші. Доротея Марія Льош взяла на себе командування кораблем «Арміда» і повернула його з бою після загибелі офіцерів корабля, за що їй присвоєно звання капітанки шведського флоту.

### США

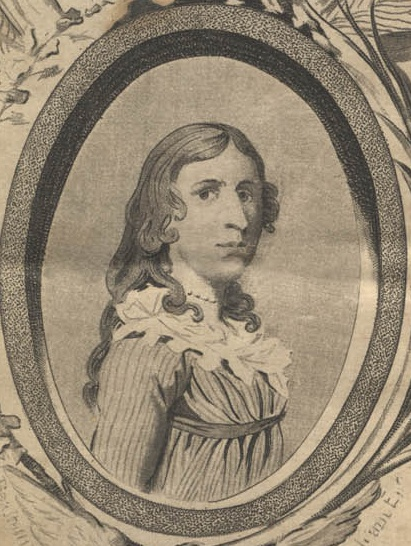
, одна з перших солдаток, перевдягнутих чоловіками. Пройшла багато битв у легкій піхотній частині

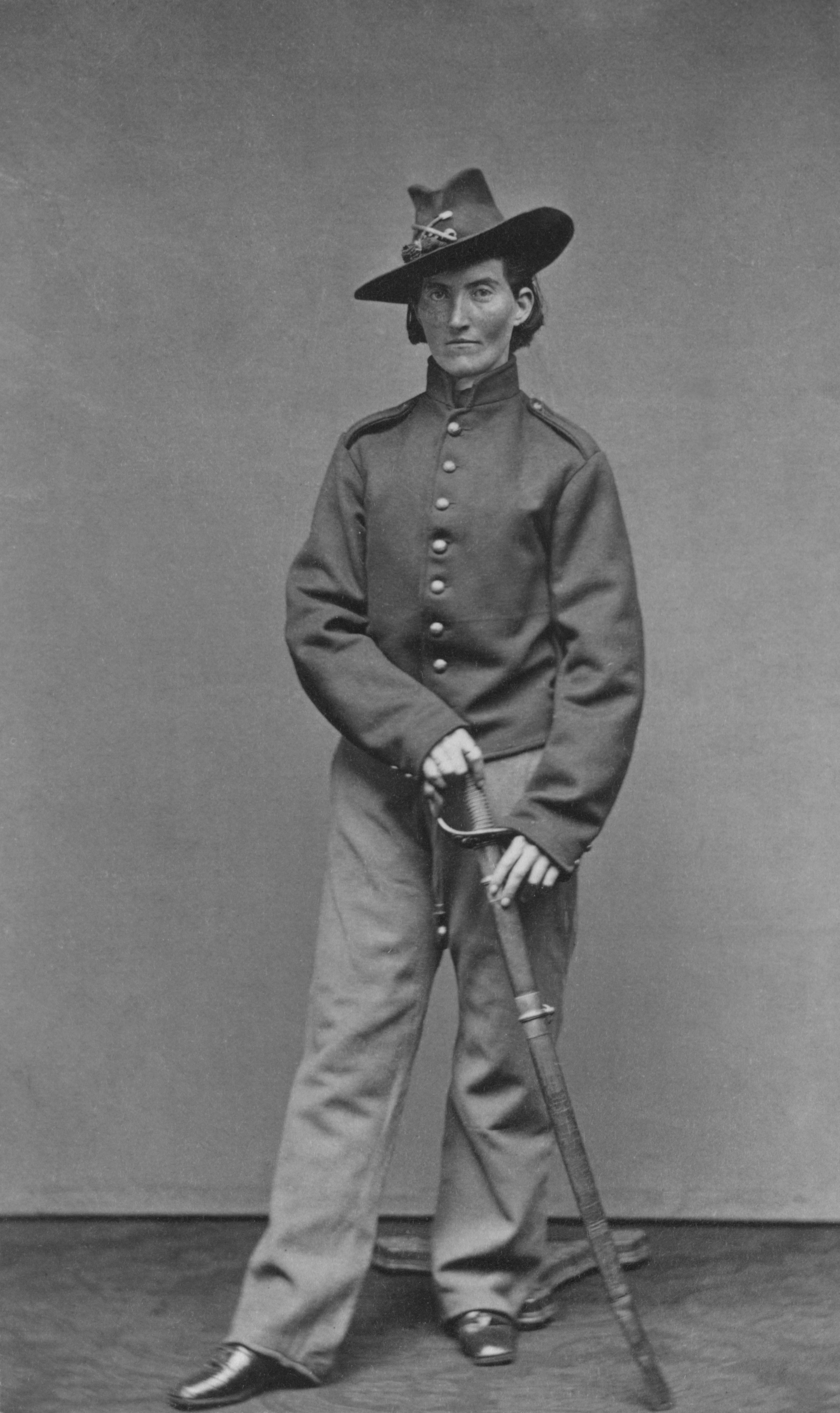
воювала в Армії Союзу під час Громадянської війни в США

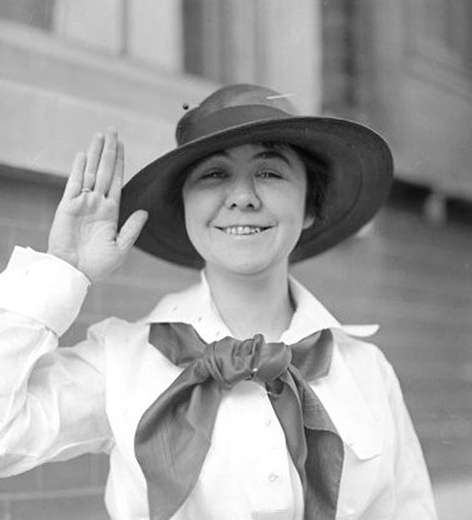
у 1917 році стала першою відкрито зарахованою у війська США жінкою

Жінки задіяні в американському війську з 1775 року, спочатку в цивільних сферах догляду, чищення одягу та приготування їжі. Нині всі позиції війська США відкриті для жінок.

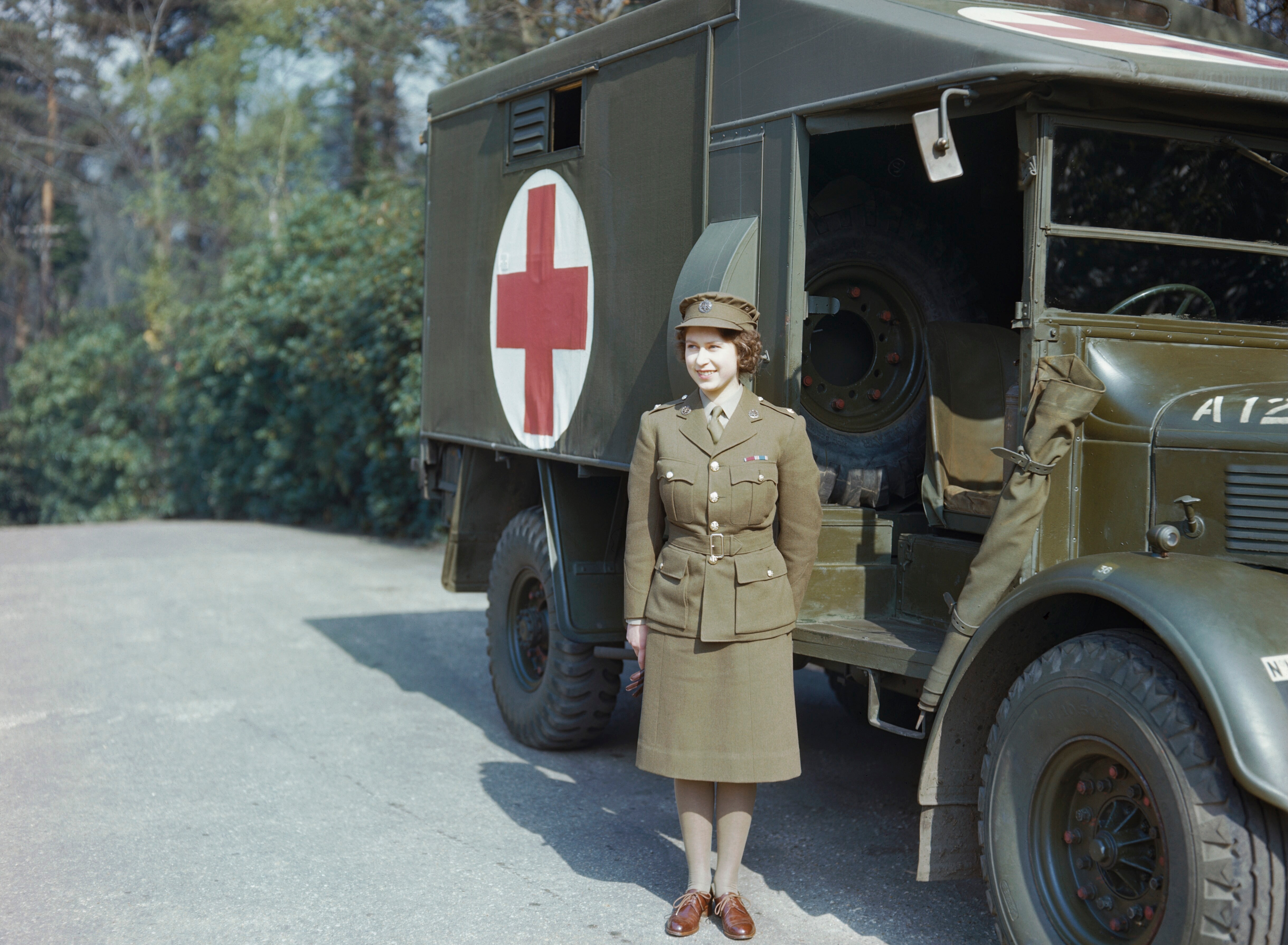
Принцеса Єлизавета ІІ служила в британській армії протягом 1940-х

Багато жінок зробили внесок у громадянську війну: через догляд, шпигунство, боротьбу на полі бою. Бель Ройд (Belle Royd) почала кар'єру шпигунки і посланниці у 17 років, до 20-ліття ставши відомою в США, де її називали Клеопатрою Конфедерації. Як шпигунка вона надала конфедеративним лідерам цінну інформацію. Кілька разів заарештована і ув'язнювана, врешті вигнана з федерального середовища з погрозою смертного вироку, якщо знову буде спіймана на федеральному ґрунті.
Воячки маскувалися під чоловіків та воювали з чоловічими псевдонімами. Жінки могли приховати себе, бо солдати милися окремо і більшість часу були повністю одягнені, чоловіки і жінки вступали до армії без попереднього військового досвіду, їхня підготовка була дуже схожа, і жінки не виділялися. Найпоширеніше жінок виявляли через травми.
Софронія Сміт Гант втратила чоловіка-солдата і перевдягненою билася під Дженкінс-Феррі.
У 1861 році Мері Овенз зарахували до армії Союзу, замасковану «братом» Вільяма Еванса, її коханого. Доставляла рукописні повідомлення командирам на полі бою. Після смерті хлопця билась на полі бою. Госпіталізована з травмами, викрита і звільнена з війська. Жінки, яких виявили, відправляли додому або карали, однак Овенз тепло зустріли у рідному місті.
Сара Коллінз була сильною і могла виконати роботу солдата-чоловіка. Її брат-солдат, допомагав їй маскуватися, стрижучи волосся і дістаючи чоловічий одяг. її виявили через те, як вона вдягла шкарпетки та взуття. Коллінз відіслали додому перед відходом її полку на фронт, брата залишили битися.

Історично важко точно оцінити справжню кількість жінок, які воювали, через маскування та псевдоніми. Жінки приєднувалися до воєн з тих же причин, що й чоловіки: визвольна інтенція та патріотизм, шанси стійкого доходу, пошуки пригод, бажання бути поряд з коханими, помста за загиблих чоловіків.

Американські солдатки в Бірмі, 1944

Закон 1948 року зробив жінок постійною частиною військової служби. У 1976 році першу групу жінок прийнято до американської військової академії. Приблизно 16 % класу Вест Пойнт у 2013 році складали жінки.
У 1990 та 1991 роки під час війни в Перській затоці у операціях «Пустельний щит» та «Пустельна буря» було розміщено близько 40 000 американських військовичок; проте жодна жінка не служила в бою. Політика, прийнята в 1994 році, забороняла жінкам призначати наземні бойові частини нижче рівня бригади.
До 1993 року 67% посад в армії були відкритими для жінок. У 2016 році відкрито для жінок всі бойові роботи, станом на 2017 рік доступними були 78% посад.
У січні 2013 року США покінчили з політикою «жодної жінки в підрозділах, на яких покладено пряму боротьбу». У 2013 році військовослужбовиці США записалися на навчальний курс Об'єднаної спільної цільової групи Паладіна, розроблений спеціально для підготовки військовослужбовиць до виконання таких завдань, як нерозривна обізнаність про боєприпаси, біометрика, криміналістика, збір доказів, тактичні допити, обшуки транспортних засобів та персоналу та саморобні вибухові пристрої. У 2013 році курс піхотного офіцера морської піхоти став ґендерно інтегрованим для дослідження. У 2013 році 15,6 % 1,1 млн солдат армії, включаючи Національну гвардію та резерв, були жінками (служили в 95% професій). У американських ВПС 99 % кар'єрних напрямків відкриті для жінок, за винятком: працівник спецтактики, бойовий контроль, погодний технік, офіцер бойового порятунку, парашутація та тактичний контроль повітряної партії.
Перші три жінки закінчили школу армійських рейнджерів у 2015 році.
Багато жінок були поранені, вбиті та нагороджені високими відзнаками. «Срібної зірки» удостоєні сержантка Лей Енн Гестер (2005) та армійська спеціалістка Моніка Лін Браун (2007). Понад 10 000 військовичок нагороджено значками бойових дій за бойову службу в Іраку та Афганістані.

### Демократична республіка Конго
Демократична Республіка Конго розпочала підготовку 150 жінок як пара-командос для Конголаму Армійського національного університету в 1967 році. Згодом навчалися багато інших. Жінки проходили навчання з парашутом та зброєю, хоча невідомо, наскільки вони насправді були інтегровані до бойових частин Конго.

## Жінки у галузях збройних сил

### Жінки на підводних човнах

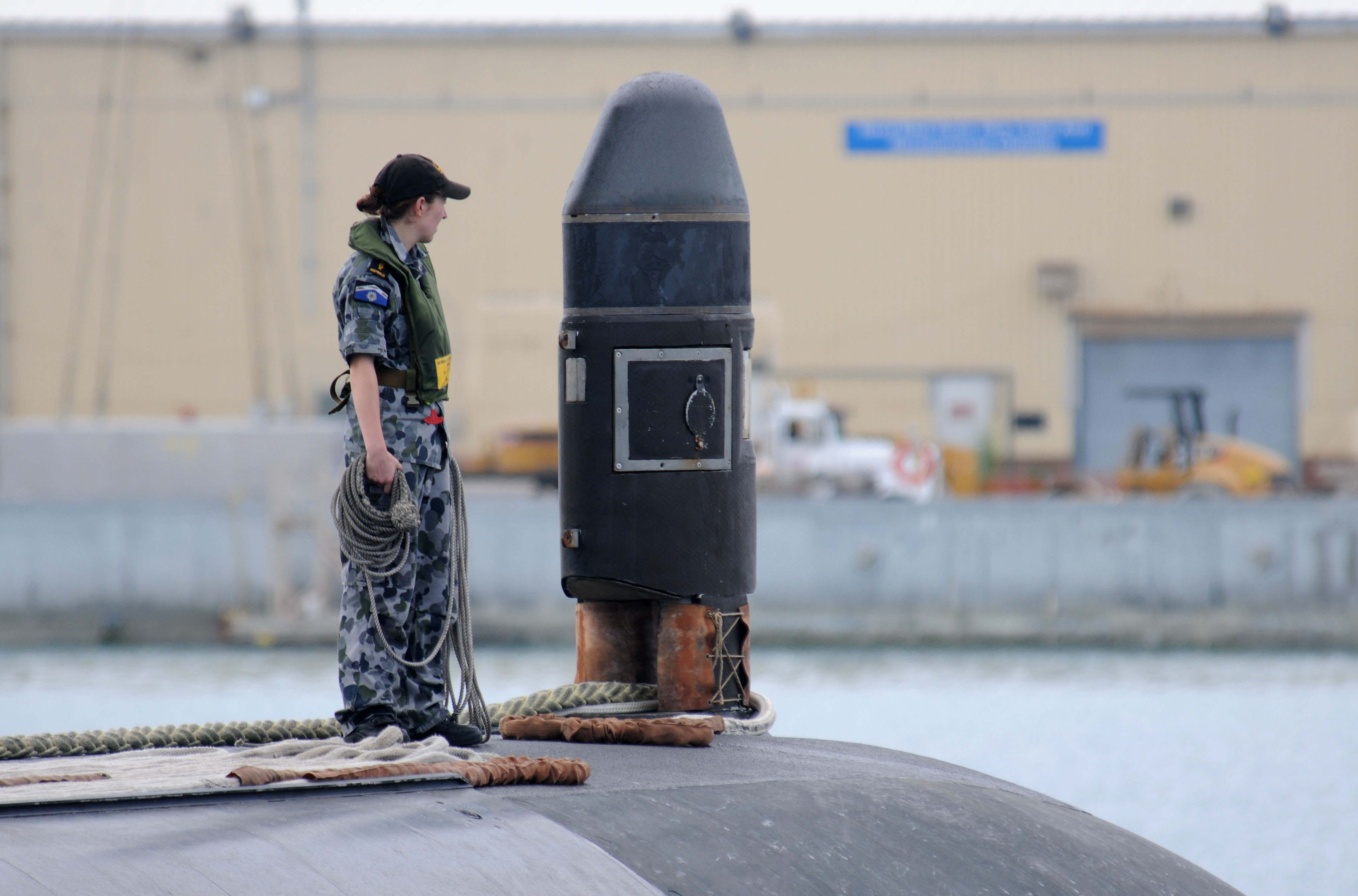
Підводниця Королівського флоту Австралії на борту HMAS Waller (SSG 75), 2013

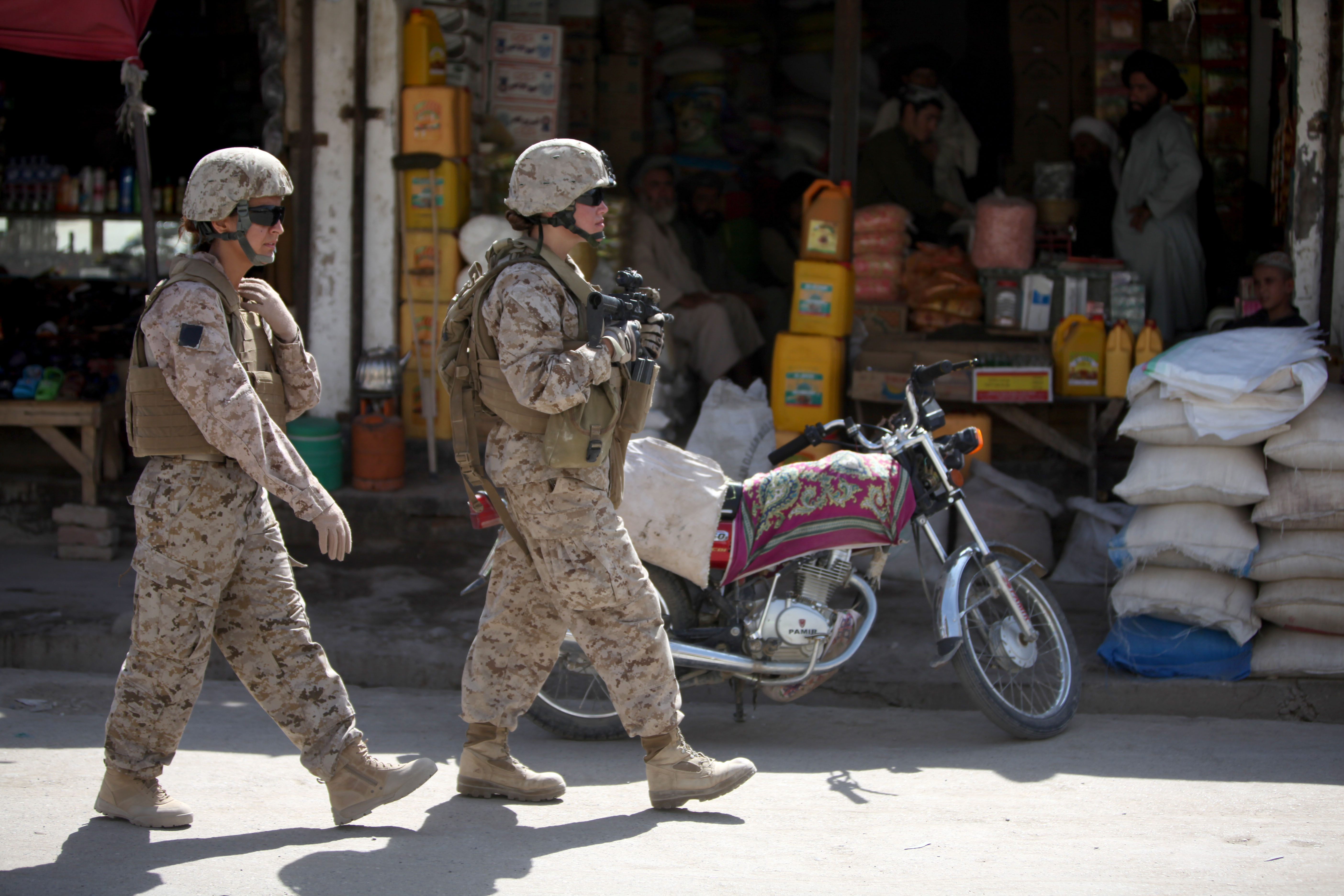
Воячки Американської групи морської піхоти патрулюють місто в Афганістані, 2010

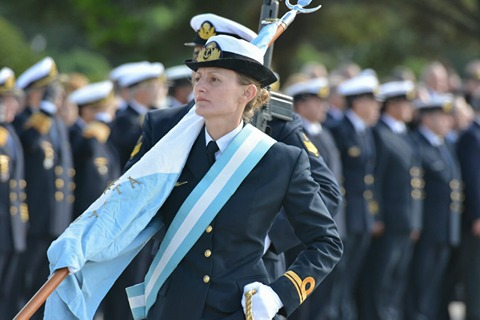
, перша аргентинська офіцерка підводного човна

У 1985 році Королівський ВМС Норвегії став першим військово-морським флотом у світі, що дозволив жіночому персоналу проходити службу на підводних човнах. Першою командиркою підводних човнів була капітанка Солвейг Крей на борту першого підводного човна класу Коббена 11 вересня 1995 року.
ВМФ Данії допустив жінок на підводні човни у 1988 році, Шведський флот у 1989 році, Королівський флот Австралії в 1998 році, Канада в 2000 році та Іспанія.
29 квітня 2010 року ВМС США дозволили жінкам обслуговувати підводні човни. Раніші заперечення, такі як потреба в окремому розміщенні та спорудах, запобігали доступу. Флот заявив, що більші човни SSGN та SSBN мають більше доступного простору і можуть вмістити офіцерок з незначними/відсутніми модифікаціями. Були доступні кваліфіковані кандидатки з бажанням служити. Жінки тоді складали 15 % матросів на службі і здобували близько половини всіх ступенів бакалавра наук та технічних наук.
У травні 2014 року три жінки вперше працювали на підводних човнах ВМС Великої Британії.
4 липня 2017 року, після двох років навчання, чотири офіцерки ступили на борт французького ССБН для першого у Франції семиденного змішаного патруля. Наступне покоління французьких підводних човнів призначене бути зручним для жінок.
Очікувалося, що жінки приєднаються до підводних екіпажів у ВМС Королівства Нідерландів у 2019 році, для чого мали додати душові кабінки та гардеробні кімнати.
У 2020 році Різа Такеноучі стала першою студенткою, зареєстрованою в Японському навчальному центрі підводних човнів MSDF, після скасування обмежень для жінок.

## Військова освіта жінок

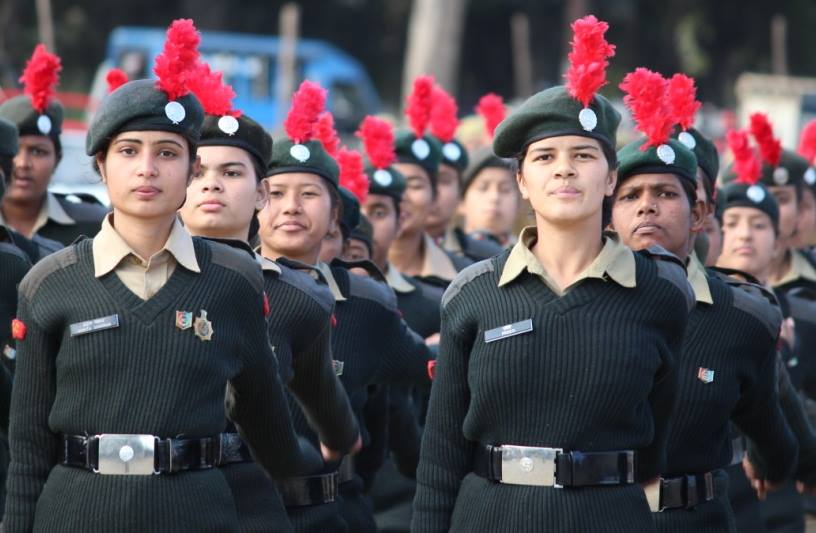
Курсантки Національного кадетського корпусу, Індія

За дослідженням 2008 року, курсантки бачать військову підготовку як «можливість бути сильною, наполегливою та вмілою» і бачили  військове навчання «як втечу від деяких негативних аспектів традиційної жіночності». Кадетки також вважали програму ROTC «гендерно сліпою» та «гендерно нейтральною». Курсантки «з особливою пильністю ставилися до свого статусу жінок, які виконують завдання, що традиційно розглядаються як робота чоловіків, і часто відчувають, що їм доводиться постійно доводити, що вони на це здатні».
У дослідженні цитується одна курсантка: «У ВМС жарт полягає в тому, що жінка у ВМС — це сука, повія або лесбійка, і жодна категорія не є доброю, і якщо ви суворі зі своїми людьми, то ви сука, але якщо ви суворий хлопець, люди скажуть: я поважаю його за те, що він хороший лідер».
Дослідження 2009 року вивчало ставлення курсантів Вест-Пойнт, курсантів резервного офіцерського корпусу (ROTC) та студентів, не пов'язаних з військовими, з цивільних коледжів, до різних військових ролей. Курсанти менше схвалювали призначення жінок на військову роботу, ніж інші. Станом на 2018 рік лише дві жінки пройшли курс піхотного офіцера морської піхоти США.

## Сексизм в армії
Згуртованість змішаних одиниць менша, адже багато солдаток повідомляють, що відношення до них солдатів-чоловіків часто згубне для їх діяльності. Наприклад, солдаток часто стигматизують як «повій». Щоб уникнути подібних ярликів, солдаткам доводиться стратегічно проводити час з солдатами-товаришами, не витрачаючи багато часу ні з одним із них. Цей підхід часто має ізолюючий ефект. Іноді жінок вважали менш кваліфікованими за солдатів-чоловіків, і не давали їм можливості виконувати завдання, для яких вони були кваліфіковані.
Ісламські бойовики рідко, якщо взагалі, здаються солдаткам. Іракські та афганські цивільні часто не залякують солдаток. Однак у консервативних умовах військовички можуть шукати цивільних жінок, адже діти та жінки частіше спілкуються з солдатками, ніж із солдатами.

## Сексуальне насильство проти жінок в армії

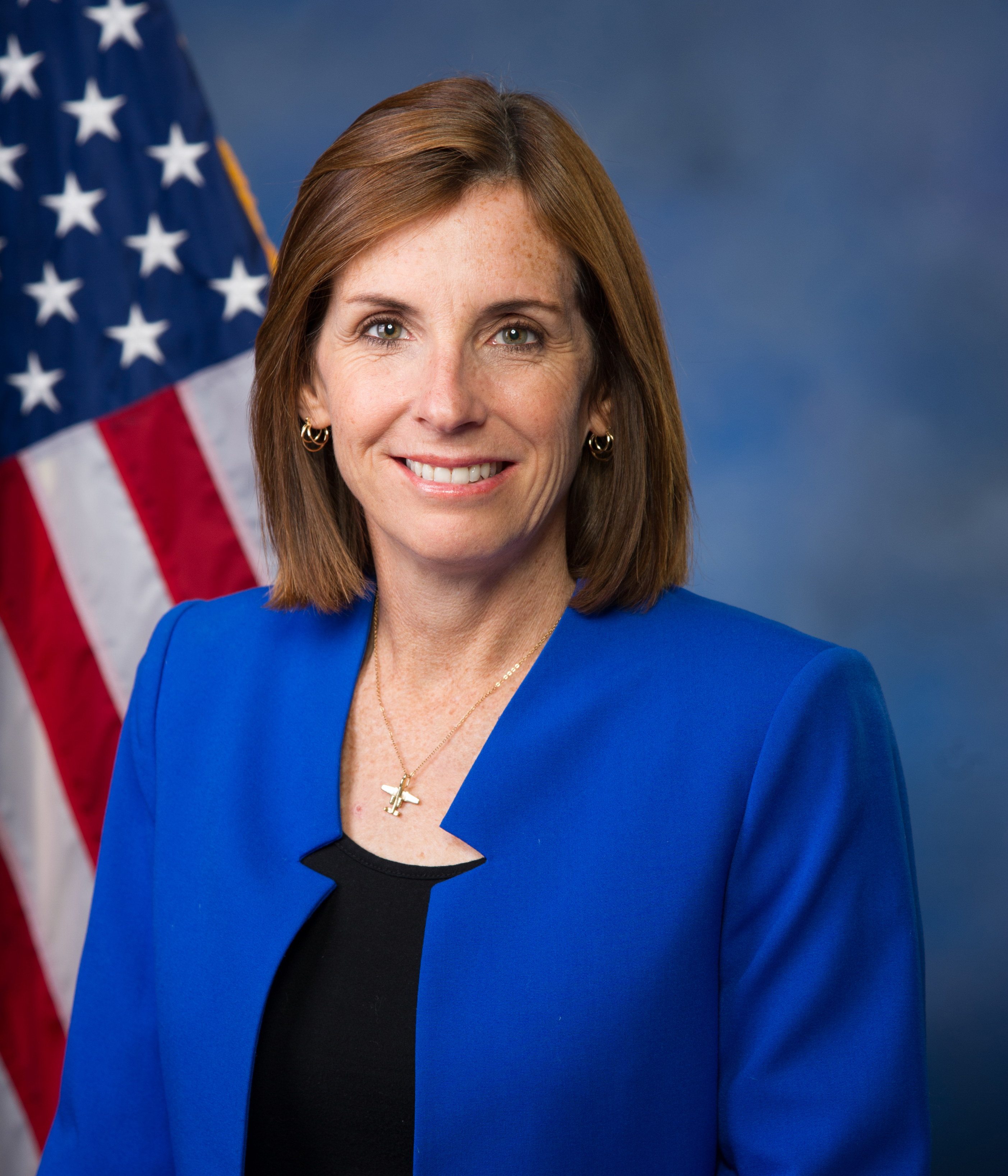
Сенаторка США Марта Максаллі (штат Аризона), перша жінка-бойова пілотеса ВПС США, під час засідання Сенату з приводу сексуальних нападів у війську заявила про її зґвалтування вищим офіцером ВПС США. Вона ніколи не розголошувала цього через масову недовіру системі, звинувачення жертви, сором і переживання безсилля.

Жінок-військових втричі частіше ґвалтують, ніж цивільних осіб. Перше розслідування сексуальних домагань у широкому військовому масштабі (1988) встановило, що певної форми сексуальних домагань зазнали 64 % військовичок. 
```
Найбільше 
сексуального насильства чинять проти корінних американок
, за ними йдуть латиноамериканки та афроамериканки.
```

Кодекс справедливості військових визначає сексуальне насильство: зґвалтування, посилене насильство, жорстоке сексуальне насильство, примусовий оральний або анальний секс або спроби вчинити ці дії. Усі діяння караються військовим законодавством, коли постраждал/а переходить до свого командира. Має проводитись дізнання щодо винного, однак вони також мають право відхилити вимоги, винести несудове покарання або передати справу вищим інстанціям. Покарання варіює від звільнення до позбавлення волі у військовій в'язниці. Якщо доведене зґвалтування, можливе довічне ув'язнення, в крайніх випадках страта. Позов вимагає відшкодування збитків для військових позивачок.
Але реальна практика підтримує культуру зґвалтування, тому коли військовички почали повідомляти сексуальні напади, 83 % з них заявили, що їхній досвід з військовими юридичними працівниками змусив їх неохоче шукати подальшу допомогу. Багато військовичок описують реакцію на насильство та його наслідки як болісніші за самі напади, через «кодекс мовчання»: примус жінок мовчати про насильство і не домагатися покарання винних. Жінки у війську, як і цивільні жінки, не отримують належного правосуддя щодо секс-насильства, тому більшість випадків залишаються не повідомленими. Серед справ, що доходять до суду, лише у 10 % випадків висувається обвинувачення.
Солдатки розробили кілька методик уникнення сексуальних нападів, зокрема: покладатись на мережі підтримки [приятельські системи]; використовувати свій статус (пов'язаний із званням, віком, часом, проведеним у війську, чи попереднім досвідом дислокації); маскувати жіночність та стать одягом. Ці стратегії, попри певну ефективність, залишають тягар вирішення проблеми на потенційних постраждалих. В основному жінки дружать з чоловіками, які потім часто стають надмірно захисними, знижуючи жіночу агенцію.
Сексуальне насильство є особливо виснажливим для військовичок: тісний зв'язок у підрозділах (необхідність контактувати з насильником) створює новий тип травми і руйнує загальну здатність довіри до людей та установи. Жінки у війську частіше не закінчують освіту і зазвичай отримують дохід до 25 000 доларів. Злочинці, як правило, мають вище становище, а також завдання захисту жінок, поглиблюючи травму. Насильство погіршує здоров'я військовичок, викликаючи тривожні розлади, ПТСР, депресія, зловживання речовинами, дисоціацію й порушення пам'яті, суїцидальну та парасуїцидальну поведінку, сексуальну дисфункцію, розлади самооцінки й особистості, такі як прикордонний. Постраждалі повідомляють про менструальні розлади, головні болі, болі в спині, шлунково-кишкові болі.
Ці фактори ускладнюють перебування жінок у війську і є провідною причиною, чому жінки покидають збройні сили, хоча після виходу з армії жінкам важко реінтегруватися у суспільство і для них є ризики бездомності.
Оновлена військова підготовка зосереджується на втручанні третіх сторін і ролі згоди в сексуальній активності, підкреслюючи відповідальність чоловіків замість «відповідальності жінок за запобігання зґвалтуванням», що вимагає від солдатів визнати свою відповідальність за участь у всіх видах діяльності з солдатками.